# Kuchnia ukraińska

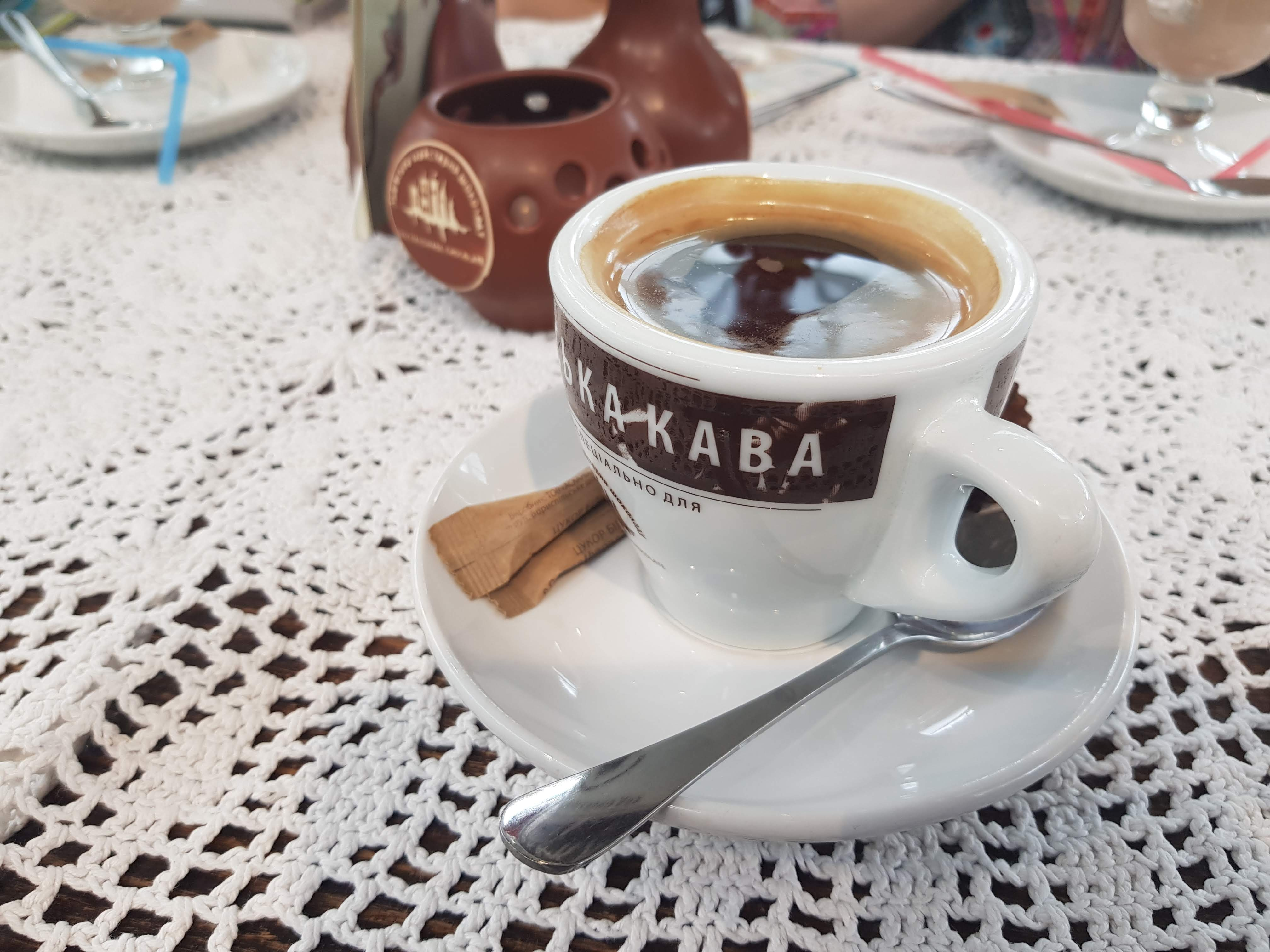
Lwowska kawa

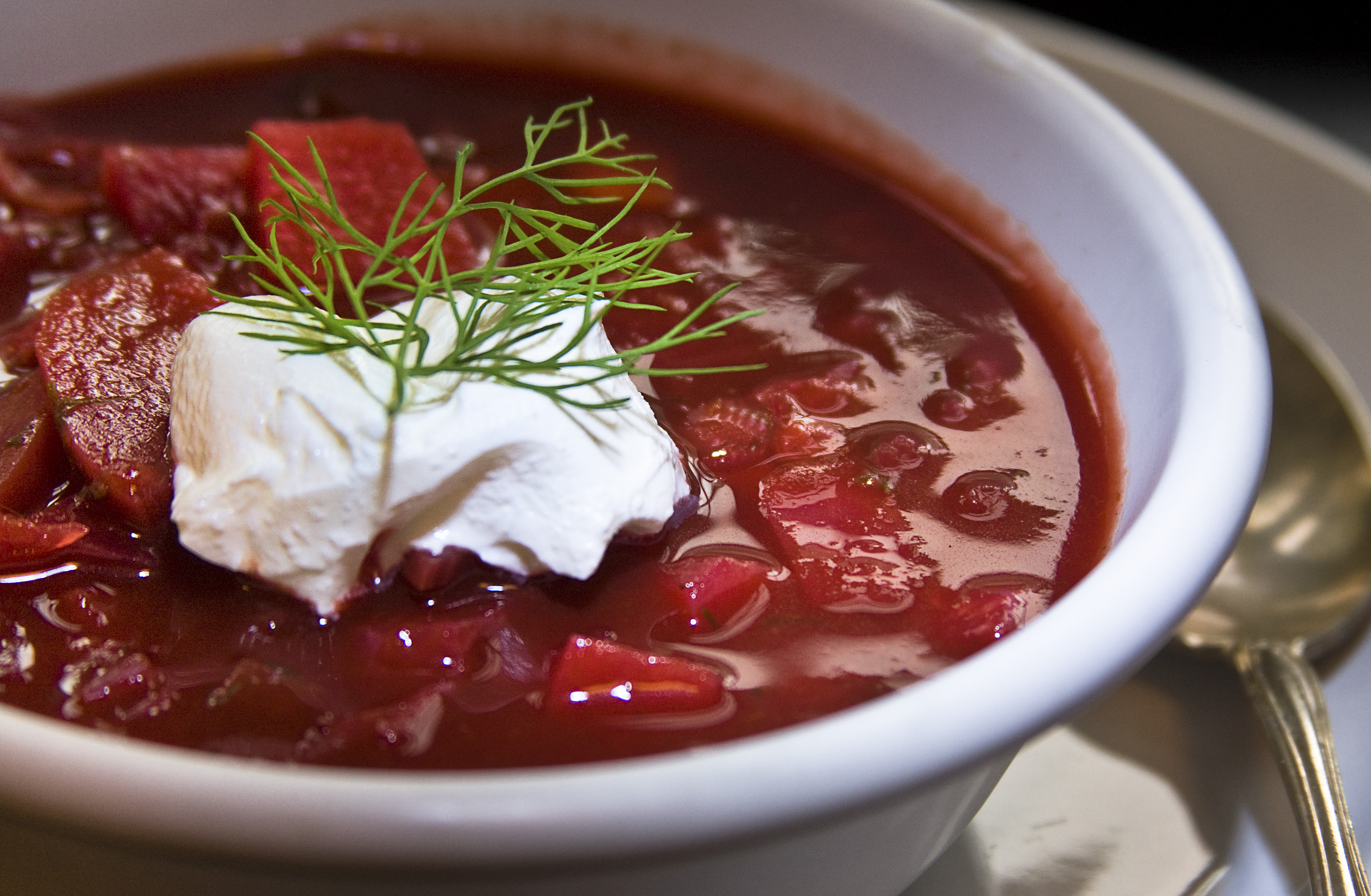
Barszcz ukraiński

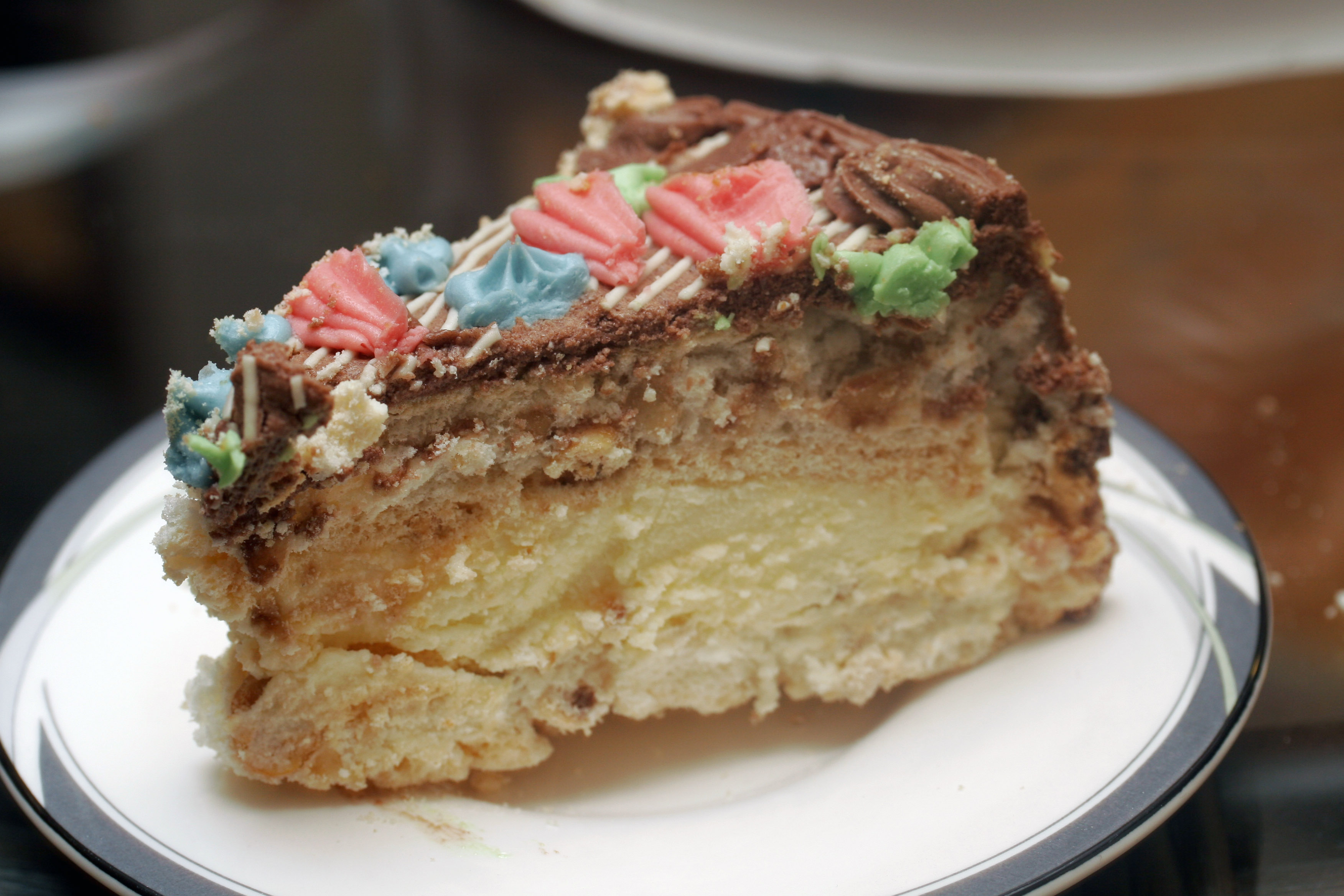
Ciasto kijowskie

Kuchnia ukraińska – kuchnia narodowa, charakterystyczna dla Ukrainy.

## Charakterystyka
Podstawą kuchni ukraińskiej są chleby oraz potrawy z mąki i kaszy. Istotną rolę odgrywają także mięso, warzywa i ryby. Chleb, pieczony niegdyś w specjalnych piecach, pełni także funkcje obrzędowe, szczególnie tzw. korowaj.
Często spotyka się potrawy z ciasta, gotowanego we wrzątku – warenyky, z różnymi nadzieniami: twarogiem, ziemniakami, wiśniami. Do tej samej grupy należą sławne i bardzo lubiane pierogi ruskie, wypełnione białym serem (postać słodka, również z dodatkiem rodzynek) lub ziemniakami (postać słona), lub ziemniakami i białym serem jednocześnie.
Inny rodzaj pierogów – pielmieni – również znany na Ukrainie, jest prawdopodobnie zapożyczeniem z Rosji.
Daniem narodowym jest barszcz ukraiński z burakami, kapustą, warzywami, słoniną oraz znaczącą ilością śmietany. Z innych zup popularne są kapusnjak (kapuśniak) juszka oraz solanka. Z mięs jada się wołowinę, wieprzowinę, baraninę i drób. Ulubioną potrawą narodową jest słonina wieprzowa, występująca w każdej możliwej postaci – słonej, wędzonej, duszonej, słodkiej (desery). Słoninę jada się zwykle z chlebem i musztardą (tradycyjne jej gatunki to Czarcia i Kozacka) lub z ziemniakami; dodaje się (zwykle zasmażaną) do prawie wszystkich potraw słonych (zup i drugich dań), faszeruje się nią inne mięsa w celu otrzymania większej soczystości. Z napojów warto wymienić kwas, czasami podawany z jagodami czy dodatkiem soku brzozowego oraz dziesiątki gatunków win, piw oraz wódek.

## Historia
Kuchnia ukraińska korzeniami sięga przełomu XVIII i XIX wieku. Za jeden z kluczowych czynników uważa się na przykład dominujące od wieków uprawy żyta, które do dzisiaj jest niezastąpione w wypieku chlebów. Zdaniem historyków, bardzo istotne były również kulturalne wpływy polskie i białoruskie, a także rosyjskie, tatarskie, tureckie oraz ormiańskie.

## Typowe dania[3]
- Barszcz ukraiński
- Solanka
- Wareniki
- kutia
- słonina wieprzowa
- sękacz
- kapuśniak
- chleb korowaj
- bliny
- pielmieni